# 文頓 (堪薩斯州)
文頓（Vinton）為美國堪薩斯州考利縣的一座非建制地區。海拔高度338公尺（1,109英尺），聯邦資料處理標準代碼為20-74010，地名資訊系統編號為484423。

## 歷史
此社區的郵政局成立於1888年6月4日，1926年11月15日裁撤。